# Euxoa amplexa
Euxoa amplexa là một loài bướm đêm trong họ Noctuidae.